# 超臨界二氧化碳
超臨界二氧化碳（sCO

二氧化碳的三相圖

2）是維持在臨界溫度及臨界壓力以上的二氧化碳流體（超臨界流體）。
二氧化碳在标准状况下會是氣體，冷卻後會形成固體，稱為乾冰。若提高其溫度及壓力，從标准状况提昇到二氧化碳的临界点時，其性質會介於液體和氣體之間，會像氣體一樣充滿整個空間，但其密度又類似液體，也就是超臨界流體，其临界溫度為304.25 K, 31.10 °C，其臨界壓力為72.9 atm, 7.39 MPa。
超臨界二氧化碳因為可以用來化學萃取，再加上其毒性低，對環境影響較小，是重要的商用以及工業溶劑。其溫度較低，再加上CO
2的穩定性，因此可以萃取其他化合物而不怕變性。而且許多物質在二氧化碳中的溶解度會隨壓力而改變，因此可以進行選擇性的萃取。

## 應用

### 溶劑
咖啡製造商在去咖啡因的過程需要用到溶劑，相較於傳統使用的溶劑，越來越多的製造商會使用超臨界二氧化碳。過程中會將強迫將超臨界二氧化碳通過生咖啡豆，之後再用高壓水噴灑，以去除咖啡因。之後水會通過活性炭或是蒸馏、结晶或是逆滲透的方式將咖啡因萃取出來，再進行轉售（給藥廠或是飲料製造商）。在草藥醫學行業中，會用超臨界二氧化碳去除農作物中的有机氯农药以及金屬，不會影響其他草藥中要有的成份。

### 製造產品
在生產環境友善且低成本，類似硬質热塑性塑料或陶瓷器的產品時，會用超臨界二氧化碳作為反应物。會將超臨界二氧化碳和水泥或是石膏中的鹼性材料反應，形成不同的碳酸鹽。其中主要的副產物是水。

### 工作流體
超臨界二氧化碳有化學穩定性、可靠、低成本、不可燃及容易取得的特性，因此成為跨临界循环的理想工作流體。
有些家用的熱泵中就是使用超臨界二氧化碳作為工作流體。這類的熱泵常用在家庭及商用的冷暖氣中。更常見的水熱泵會和所在的室內場所（如地下室或是車庫）交換熱量，而CO2熱泵一般會放在室外，和室外的大氣交換熱量。

#### 發電
超臨界二氧化碳的獨特性質，適合用在閉迴路發電上，因此可用在一些發電的應用。使用傳統空氣布雷顿循环或是蒸氣朗肯循环的發電廠可以使用超臨界二氧化碳，以提昇效率以及功率輸出。
比較新的Allam循環會用超臨界二氧化碳和燃料及純氧作為工作流體。燃燒時產生的二氧化碳會和超臨界二氧化碳混合。在過程會將工作流體中部份的二氧化碳提取出來，作工業應用或是隔離。這可以讓對大氣的碳排放降到零。
超臨界二氧化碳的優點是高流體密度、熱穩定性高以及不可燃。不過會對一些金屬有腐蝕性，因此材料選用以及設計上需要考量。

#### 其他
目前正在研究可以在550 °C運作的閉循環氣輪機，這可以用於大容量的熱能發電以及核能發電，因為超臨界二氧化碳在溫度500 °C以上，壓力20 MPa的熱效率可以到45 %。這可以讓單位燃料產生的電增加40 %以上。考慮為了發電的碳燃料體積，循環效率提昇的環境影響相當可觀。

### 氣溶膠製造
超臨界二氧化碳已用在以二氧化矽、碳及金屬為基礎的氣凝膠上。例如製成二氧化矽的凝膠，再暴露在超臨界二氧化碳中，當二氧化碳進入超臨界狀態時，沒有表面張力，因此液體可以離開氣溶膠，產生奈米尺寸的孔穴。

### 生醫材料滅菌
超臨界二氧化碳配合过氧乙酸（PAA）的滅菌方式可以取代生物材料以及醫療產品的加熱滅菌。超臨界二氧化碳不會破壞微生物中的芽孢，因此不會對培養基滅菌。而且此滅菌方式非常溫和，減活微生物的的形態、超微結構和蛋白質譜都可以保留下來。

### 清洗
超臨界二氧化碳也可以用在工業的清洗製程中。

## 外部連結
- Mukhopadhyay M. (2000). Natural extracts using supercritical carbon dioxide. United States: CRC Press, LLC. Free preview at Google Books （页面存档备份，存于）.